# 管盾海筍
管盾海笋（学名：Aspidopholas tubigera），又名隐壳斗海笋或管马特海笋，是海螂目鸥蛤科盾海笋属的一种。WoRMS引用Huber (2010)的出版認為「隐壳斗海笋」跟「管马特海笋」是同種異名，而原「管马特海笋」的種小名有優先權，今按新的學名重訂譯名。

## 分佈
本物種除了分佈於中国海南省临高县新盈、南沙群島、香港（豐度呈季節性變化，一年出現一次尖峰）台灣及菲律賓等南中國海沿岸以外，也見於日本及阿拉伯半島東部 (NWG, GO, SO)。
常栖息在潮间带及淺海區的珊瑚礁，會鑽進石灰石或其他石灰類外殼的軟體動物的身體內。